# Viktor Klimenko (Sänger)

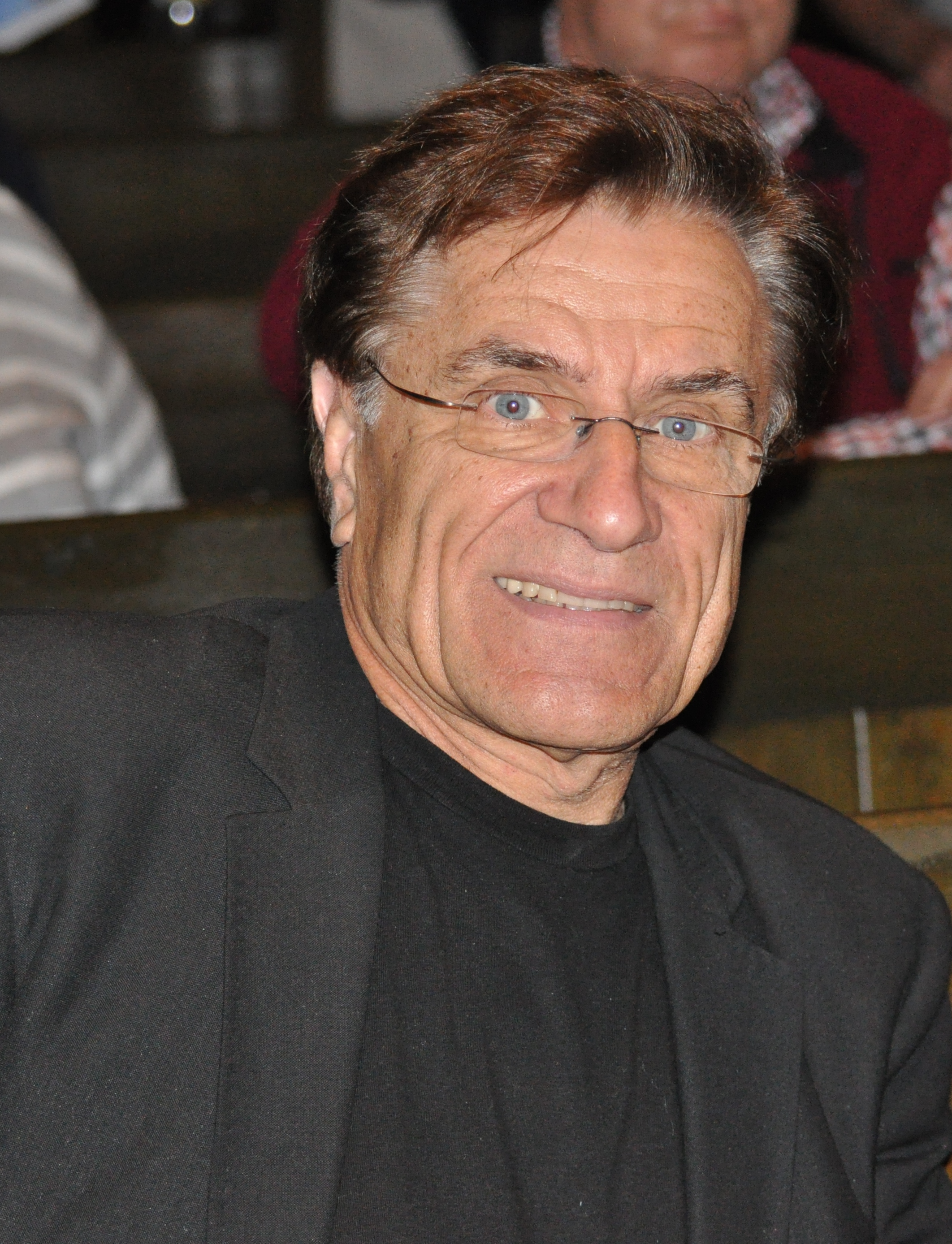
Viktor Klimenko (2011)

Viktor Klimenko (* 24. November 1942 in Pyhäniemi, Karelien) ist ein finnischer Sänger und Schauspieler.

## Leben und Wirken
In der Sowjetunion geboren, wurde seine Familie in der Zeit des Zweiten Weltkrieges nach Finnland umgesiedelt. Seine Gesangskarriere begann 1963. Einen ersten kleinen Erfolg hatte er 1964 mit einer finnischen Version von Dean Martins Everybody Loves Somebody als Single.
Er wurde ausgewählt, Finnland beim Eurovision Song Contest 1965 in Neapel zu vertreten. Seine Ballade Aurinko laskee länteen erhielt aber keine Punkte und landete auf dem letzten Platz.
Er spielte einige Jahre Theater und begann seine Tätigkeit als Fernseh-Schauspieler. In den 1970er Jahren war er mit seinen russischsprachigen Singles und Langspielplatten bekannt und hatte Auftritte in ganz Europa. Erst 1973 erhielt er die finnische Staatsbürgerschaft. Ab den 1980er Jahren fanden verstärkt christliche Themen Einzug in seine Musik. Er gab von da an viele Konzerte in Kirchen.

## Diskografie (Auswahl)
Alben
- Vapaa Kasakka
- 1971: Stenka Rasin (FI: Platin)[1]
- 1973: Milaja (FI: Gold)
- 1975: Country & Eastern (FI: Gold)
- 1982: Jeesus on Herra (FI: Gold)